# Peloribates nigeriensis
Peloribates nigeriensis är en kvalsterart som beskrevs av Badejo, Woas och Beck 2002. Peloribates nigeriensis ingår i släktet Peloribates och familjen Haplozetidae. Inga underarter finns listade i Catalogue of Life.